# 姚苌
秦武昭帝姚苌（约330年—394年），字景茂。南安郡赤亭（今甘肅省隴西縣西）古羌人，十六国时期后秦政权的开国君主。後趙末年南安古羌酋長姚弋仲第二十四子，姚襄之弟。姚萇在姚襄死後率其部眾入秦，成為前秦的將領。淝水之戰後姚萇在關中古羌人的推舉下自稱萬年秦王，建立後秦，並與苻堅領導下的前秦作戰。姚萇後來殺害了苻堅，並乘西燕東退而進駐長安，不久稱帝。前秦宗室苻登在關中氐族殘餘力量支持下繼續與姚萇作戰，姚萇一度處於不利形勢，但終大敗苻登，漸處優勢，但在消滅前秦勢力前去世，直至兒子姚興即位後才完全消滅前秦勢力。

## 生平

### 隨兄征戰
姚萇年少時已聰慧明智，多有權略，豁達率性，並沒有專注於德行和學業之上，而其眾位兄長都認為他很特別。後來姚萇跟隨姚襄四處出兵，經常參與重要的決策。永和八年（352年），姚襄在麻田敗於前秦軍，其坐騎更中箭死亡，姚萇冒險將自己的坐騎送給姚襄助其出逃。最後姚萇因援軍趕至才得倖免。
升平元年（357年），姚襄謀取關中失敗，在三原（今陝西三原縣）與前秦將領苻黃眉、鄧羌等的交戰中戰死。姚萇當時就率姚襄餘眾盡降前秦。同年前秦宗室苻堅發動政變推翻皇帝苻生，自任天王，並以姚萇為揚武將軍。

### 屢獲戰功
太和二年（367年），姚萇隨同王猛參與討伐以略陽郡叛變的羌人斂岐，並因姚弋仲昔日統領斂岐的部落，大量部眾知道姚萇到來都向前秦歸降，令得前秦順利取下略陽。太和六年（371年）三月，与苻雅、杨安、王统、徐成及朱彤等讨伐據有仇池的氐王杨纂，双方決戰於峡谷，杨纂大败，损失三成兵力，終被逼投降。
宁康元年（373年）十一月，前秦攻下東晉領下的益、梁二州，姚萇出任宁州刺史，屯兵於垫江（今重慶市墊江縣）。後遷任步兵校尉，封益都侯。太元元年（376年）五月，与武卫将军苟苌、左将军毛盛、中书令梁熙等進逼黃河，並於八月對前涼發動攻擊，攻滅前涼。
太元八年（383年），東晉荊州刺史桓沖北伐，其中涪城（今四川綿陽市）受到晉將楊亮攻擊，姚萇遂與張蚝出兵救援，逼楊亮退兵。同年苻堅大舉攻晉，意圖滅掉東晉，統一全國，史稱淝水之戰。當時苻堅就以姚萇為龍驤將軍，督益、梁二州諸軍事，讓其從蜀地率軍進攻東晉西侧，更說：「朕昔日就是以龍驤將軍建立大業，這個將軍號從來都沒有改授他人，今天特別對你授予此號，山南之事都交給你了。」

### 建立後秦
苻堅於淝水之戰中大敗，姚萇返回長安。而前秦在戰敗後國力大衰，其中北地長史慕容泓於戰後第二年在關東起兵叛亂，回屯華陰（今陝西華陰市），響應於河北地區叛變的叔父慕容垂。苻堅於是命雍州牧苻叡出兵討伐，而姚萇則任其司馬。當時慕容泓因畏懼而率眾東逃關東，苻叡因輕敵而決心追去邀擊，不聽姚萇的諫言，最終遭慕容泓擊敗，苻叡亦戰死。姚萇在敗後派長史趙都及參軍姜協向苻堅謝罪，但二人卻被憤怒的苻堅殺死，驚懼的姚萇於是逃到渭北的牧馬場。在當地，尹緯、尹詳及龐演等人聯結羌族豪強共五萬多戶向姚萇歸降，並推姚萇為盟主。姚萇於是在太元九年（384年）自稱大將軍、大單于、萬年秦王，改元「白雀」，建立後秦政權。

### 屢戰前秦
姚萇接著進屯北地，華陰、北地、新平及安定各郡共有十多萬名羌胡外族歸附。不久苻堅親自率軍討伐姚萇，姚萇屢敗更遭前秦軍斷絕水源。然而就在後秦軍中有人渴死及在恐懼當中時就遇上天雨，營中水深三尺，解決了水荒，亦令後秦軍心復振。不久姚萇出兵反擊，擊敗前秦將楊璧並俘獲楊璧、徐成及毛盛等數十人，皆禮待而送還。而隨著西燕軍隊逼近長安，苻堅率兵回防長安。雖然姚萇在早前向西燕送質請和，但當時姚萇群臣卻建議姚萇加入戰鬥以奪取長安，建立根本之地。不過姚萇自度慕容氏獲勝並後不會長留關中，必會東歸河北，故此打算北屯九嵕（今陝西乾縣東北）以北一帶地區（嶺北）以積聚實力和資源，待前秦亡國而西燕東歸後自取長安。姚萇隨後親自率軍進攻新平郡城（今陝西省邠縣），卻遭守將苟輔頑強抵抗，有萬多人陣亡。苟輔又詐降誘騙姚萇入城，雖然姚萇入城前就察覺而沒進城，但仍受到苟輔伏兵攻擊，萬多人戰死之餘亦險些被擒。
因為新平久久不下，姚萇於是在白雀二年（385年）正月留兵繼續攻城，自己另外出兵安定郡，擒下前秦安西将军苻珍，亦令嶺北諸城降，唯新平未下。至四月，新平物資匱乏，亦無外援，苟輔接受後秦軍的勸降，率城內五千人出降。姚苌下令將所有人坑殺，奪取了新平。五月，苻堅離開長安，出屯五將山，至七月時後秦將吴忠捕獲苻坚，送至新平。同年八月，姚萇因向苻堅索取傳國玉璽不遂，更遭其出言侮辱，於是縊殺苻堅於新平佛寺（今彬縣南靜光寺）。姚萇為了掩飾他殺死苻堅的行為，諡苻堅為「壯烈天王」。
十月，已據有長安的西燕王慕容沖派高蓋攻伐姚萇，遭後秦軍擊敗並投降。白雀三年（386年），西燕國內政變頻生，並開始棄守長安東歸。時盧水胡郝奴乘虛入據長安並稱帝，更命其弟郝多進攻於馬嵬（今陝西興平市馬嵬鎮）自守的王驎。姚萇此時從安定東攻，逼走王驎並擒得郝多，並進攻長安，令郝奴懼而請降。取長安後姚萇就於五月即位為帝，改年號「建初」，建國號大秦。不久又擊敗了前秦秦州刺史王統，奪取秦州。
但同一年，前秦宗室苻登就在關中氐族殘餘勢力的推舉下與後秦對抗，不久在前秦帝苻丕遇害後更稱帝繼位。起初苻登力量甚盛，在涇陽（今陝西涇陽縣）大敗姚碩德，要姚萇親自出兵救援；更謀攻長安。不過當時前秦重將苻纂為苻師奴所殺，將領蘭櫝遂與苻師奴反目。蘭櫝因受西燕皇帝慕容永攻擊而向後秦求援，姚萇以苻登遲疑慎重而少決斷，不敢出兵深入而冒著遭乘虛後襲的危險，決意親自率軍救援。最終先破苻師奴並盡收其眾，後敗慕容永並生擒蘭櫝。
另姚方成亦擊敗徐嵩，徐嵩雖然被俘仍大罵姚萇不僅背叛對其有恩的苻堅，更將他殺害，不惜恩情就連狗和馬都不如。姚方成殺死徐嵩後，姚萇又掘出苻堅的屍首不斷鞭撻，更脫光屍身的衣服，裹以荊棘並以土坑埋掉，以釋心中憤怨。建初三年（388年），自春季開始夏末，姚、苻兩軍就分別據朝那（今寧夏朝那縣）及武都（今甘肅武都縣）相持並交戰，互有勝負而不能擊倒對方，於是都解兵歸還。但關西豪傑都以後秦久久未能站穩關中，反多次敗給苻登，大多都投向前秦，唯齊難、徐洛生、劉郭單等人仍然忠於後秦，提供軍糧並跟隨姚萇征戰。

### 計挫苻登
建初四年（389年），姚萇屢次敗於苻登，命姚崇襲擊苻登於大界的輜重又不得，而苻登就已威脅安定。面對如此局面，姚萇堅拒與苻登正面決戰，力圖以計取勝，於是乘夜率兵三萬再攻大界，終攻克大界並殺毛皇后等人及生擒數十名前秦名將。姚萇隨後亦不貪勝，堅拒乘勝進擊苻登，苻登於是收餘眾退守胡空堡，但已元氣大傷。
在大敗苻登輜重後的四個月後，姚萇設計讓其將任盆詐降以誘殺苻登，雖然最終因雷惡地識破而事敗，但苻登卻忌憚雷惡地，逼其降於姚萇。次年（390年）魏揭飛攻後秦，雷惡地叛迎魏揭飛，雖然當時苻登正在長安附近的新豐（今陝西西安市臨潼區），但姚萇以雷惡地「智略非常」，於是親自出兵攻伐魏揭飛。魏揭飛見姚萇兵少就讓全軍進擊，姚萇特意示弱不戰，卻派了姚崇從敵軍後方攻擊令其混亂，接著就出兵直擊，大敗對方並陣斬魏揭飛，又再降雷惡地並不減昔日待遇。雷惡地兩度歸於姚萇，終對其心服。另外姚萇亦不怕前秦兗州刺史強金槌詐降，只帶著數百騎兵隨其訪問強金槌的軍營，以坦誠獲得了身為氐族人的強金槌的信任，令其不應其他氐族勢力的計謀而加害姚萇。
至建初六年（391年）十二月，苻登進攻安定，姚萇在安定城東擊敗他。次年三月，前秦將沒弈干亦向後秦歸降，但姚萇不久就患病。苻登得知姚萇患病就乘機進攻安定，至八月姚萇病情轉好就親自率兵抵抗，更乘苻登出營迎擊而命姚熙隆進襲前秦軍營，令苻登懼而退兵。姚萇又讓軍隊旁出跟隨苻登，苻登得知後秦營壘空空如也，失去其影蹤後更為驚懼，只得敗還雍城（今陝西鳳翔縣南）。
建初八年（393年）十月，姚萇病重而回長安。至同年十二月，姚萇召太尉姚旻、僕射尹緯及姚晃、將軍姚大目和尚書狄伯支受遺詔輔政，輔助太子姚興。及後姚萇去世，享年六十四歲。姚興先秘不發喪，至次年才發布死訊，上諡號為武昭皇帝，廟號太祖。

## 性格特徵
- 姚萇簡單率直，即使當了君主，屬下有過錯可能還會直加責罵。權翼曾勸他不要這樣對待屬下，但姚萇自以這是自己本性，更稱自己聽正直之言，能知己過。
- 姚萇甚得苻堅重用，尤以其為龍驤將軍，並以自己從龍驤將軍登位至前秦君主一事作勉勵。但姚萇終殺害苻堅，此行為成了前秦將領反對及討伐他的理由[8][7][9]，而姚萇亦曾挖屍洩忿。不過在屢敗於苻登後，卻認為是苻堅亡魂的助力，於是也在軍中樹立苻堅神像祈求道：「新平之禍，不是臣姚萇的錯啊，臣的兄長姚襄從陝州北渡，順著道路要往西邊去，像狐狸死時把頭朝向原本洞穴一樣，只是想要見一見鄉里啊。陛下與苻眉攔阻於路上攻擊他，害他不能成功就死了，姚襄遺命臣一定要報仇。苻登是陛下的遠親亦想復仇，臣為自己的兄長報仇，又怎麼說是辜負了義理呢？當年陛下封我為龍驤將軍，跟我說：『朕從龍驤將軍當上了皇帝，卿也好好努力罷！』這明明白白的詔諭非常顯然，好像還在耳邊一樣。陛下已經過世成為神明了，怎麼會透過苻登而謀害臣，忘卻當年說的話呢！現在為陛下立神像，請陛下的靈魂進入這裏，聽臣至誠的禱告。」[10] 不過戰況仍未有改善，反時有夜驚，並招來苻登批評[11]，終毀了苻堅像。據說姚萇死前曾夢見過苻堅率天官、鬼兵去襲擊他（《晉書》「將天官使者、鬼兵數百突入營中」），期間他被救援自己的士兵誤傷陰部至大量出血。醒後就發現陰部腫脹，醫者刺腫處則如夢中一樣大量出血（《晉書》「誤中萇陰，出血石餘」），如此嚇得姚萇發狂胡言，又求苻堅原諒，姚萇不久傷重身亡，臨終前跪伏床頭，叩首不已。
- 即使姚萇在位期間皆與前秦等勢力戰鬥，但仍設立太學，禮遇先賢後代；又曾命各鎮都要設置學官，由他們評核人才優劣再隨其才能擢用，皆可見其重視文教和吸納文人的行為。而他在安定亦修治德政，大行教化，省卻不必要的支出，亦表彰平民戶中有善行的人。
- 姚萇長期征戰，雖為君主亦不貪圖逸樂，於與前秦相持不下，部分豪族轉為支持前秦時更寫書自責，並賣掉後宮珍寶去支持軍事，而自己與妻子都力行簡約，對為國戰死的將士皆有所褒揚和追贈。

## 后妃子女

### 后妃
- 虵皇后，氐族人。
- 孙氏，姚興庶母，一说为生母，姚興登位後獲追封為太后。

### 子女
- 姚兴，姚萇長子，後秦文桓帝。
- 姚嵩，安成侯，司空，精研佛學。後出鎮上邽，被楊盛所殺。
- 姚平，義陽公，柴壁之戰中突圍失敗，投水自殺。
- 姚崇，齊公，中軍將軍。
- 姚顯，常山公。
- 姚邕，濟南公，曾勸姚興提防赫連勃勃。
- 姚沖，姚萇幼子，平北將軍，409年出征赫連勃勃時謀叛但失敗，被賜死。
- 姚和都
- 南安长公主

## 延伸阅读
[在维基数据编辑]
 《晉書·卷116》，出自房玄齡《晉書》
 《魏書·卷95》，出自魏收《魏书》